# العلاقات الأذربيجانية السورينامية
العلاقات الأذربيجانية السورينامية هي العلاقات الثنائية التي تجمع بين أذربيجان وسورينام.

## مقارنة بين البلدين
هذه مقارنة عامة ومرجعية للدولتين:
| وجه المقارنة                                              | أذربيجان        | سورينام                        |
| --------------------------------------------------------- | --------------- | ------------------------------ |
| المساحة (كم2)                                             | 86.60 ألف       | 163.27 ألف                     |
| عدد السكان (نسمة)                                         | 10.00 مليون     | 563.40 ألف                     |
| الكثافة السكانية (ن./كم²)                                 | 115.47          | 3.45                           |
| العاصمة                                                   | باكو            | باراماريبو                     |
| اللغة الرسمية                                             | اللغة الأذرية   | اللغة الهولندية                |
| العملة                                                    | مانات أذربيجاني | دولار سورينامي، غيلدر سورينامي |
| الناتج المحلي الإجمالي (بليون دولار)                      | 40.75 مليار     | 3.32 مليار                     |
| الناتج المحلي الإجمالي (تعادل القوة الشرائية) بليون دولار | 171.56 مليار    | 9.07 مليار                     |
| الناتج المحلي الإجمالي الاسمي للفرد دولار أمريكي          | 5.50 ألف        | 9.48 ألف                       |
| الناتج المحلي الإجمالي للفرد دولار أمريكي                 | 17.52 ألف       | 16.64 ألف                      |
| مؤشر التنمية البشرية                                      | 0.751           | 0.714                          |
| رمز المكالمات الدولي                                      | +994            | +597                           |
| رمز الإنترنت                                              | .az             | .sr                            |
| المنطقة الزمنية                                           | ت ع م+04:00     | 00                             |

## منظمات دولية مشتركة
يشترك البلدان في عضوية مجموعة من المنظمات الدولية، منها:
| علم المنظمة | اسم المنظمة                        | تاريخ انضمام أذربيجان | تاريخ انضمام سورينام |
| ----------- | ---------------------------------- | --------------------- | -------------------- |
|             | منظمة التعاون الإسلامي             | 1991                  | ?                    |
|             | الاتحاد البريدي العالمي            | ?                     | ?                    |
|             | يونسكو                             | 3 يونيو 1992          | 16 يوليو 1976        |
|             | البنك الدولي للإنشاء والتعمير      | 18 سبتمبر 1992        | 27 يونيو 1978        |
|             | وكالة ضمان الاستثمار متعدد الأطراف | 23 سبتمبر 1992        | 2 يوليو 2003         |
|             | الاتحاد الدولي للاتصالات           | 10 أبريل 1992         | 15 يوليو 1976        |
|             | منظمة الشرطة الجنائية الدولية      | ?                     | ?                    |
|             | مؤسسة التمويل الدولية              | 11 أكتوبر 1995        | 1 سبتمبر 2011        |
|             | الأمم المتحدة                      | 2 مارس 1992           | 4 ديسمبر 1975        |
|             | منظمة حظر الأسلحة الكيميائية       | ?                     | ?                    |

## وصلات خارجية
- موقع وزارة الخارجية الأذربيجانية
- موقع وزارة الخارجية السورينامية